# Ernst Baltrusch
Ernst Baltrusch (* 11. Januar 1956 in Bad Essen) ist ein deutscher Althistoriker.

## Leben und Wirken
Ernst Baltrusch studierte von 1975 bis 1981 Latein und Geschichte an der Universität Göttingen bei Jochen Bleicken und Carl Joachim Classen sowie in Bonn bei Willy Schetter und Johannes Straub und schloss das Studium 1981 mit dem Ersten Staatsexamen für das Lehramt am Gymnasium ab. 1986 promovierte er in Göttingen bei Jochen Bleicken zum Thema Regimen morum. Die Reglementierung des Privatlebens der Senatoren und Ritter in der Römischen Republik und frühen Kaiserzeit. Danach war er von 1987 bis 1993 Wissenschaftlicher Assistent an der TU Berlin am Lehrstuhl Werner Dahlheims, wo er sich 1992 zum Thema Symmachie und Spondai. Untersuchungen zum griechischen Völkerrecht der archaischen und klassischen Zeit (8.–5. Jahrhundert v. Chr.) habilitierte. Von 1995 bis zu seiner Emeritierung im Jahr 2021 war Baltrusch C4-Universitätsprofessor für Alte Geschichte am Friedrich-Meinecke-Institut der Freien Universität Berlin.
Baltruschs Arbeitsschwerpunkte sind die Geschichte des Judentums in der Antike, das Antike Völkerrecht, die Geschichte Spartas unter besonderer Berücksichtigung der Außenpolitik und der Übergang von der Römischen Republik zum Prinzipat. Er trat in Dokumentationen des deutschen Fernsehsenders Phoenix sowie in der von Guido Knopp geleiteten und moderierten ZDF-Dokumentationsreihe ZDF-History als Experte zu Themen der Antike, etwa zu den Gracchischen Reformen oder zum Jüdischen Krieg, auf. In derselben Weise tritt er auch bei dctp auf.
Ernst Baltrusch ist mit der im Jahr 1985 an der University of Cambridge promovierten Mittelalterhistorikerin Dagmar Beate Baltrusch-Schneider verheiratet. Er ist Vater der Organistin Anna-Victoria Baltrusch.

## Schriften (Auswahl)
- Regimen morum. Die Reglementierung des Privatlebens der Senatoren und Ritter in der römischen Republik und frühen Kaiserzeit (= Vestigia. Band 41). Beck, München 1989, ISBN 3-406-33384-2.
- Symmachie und Spondai. Untersuchungen zum griechischen Völkerrecht der archaischen und klassischen Zeit (8.–5. Jahrhundert v. Chr.) (= Untersuchungen zur antiken Literatur und Geschichte. Band 43). De Gruyter, Berlin/New York 1994, ISBN 3-11-013745-3.
- Sparta. Geschichte – Gesellschaft – Kultur (= Beck’sche Reihe Wissen). Beck, München 1998; 4. Auflage 2010, ISBN 978-3-406-41883-9 (Übersetzungen ins Italienische: Bologna 2002 und ins Griechische: Athen 2003).
- Die Juden und das Römische Reich. Geschichte einer konfliktreichen Beziehung. Wissenschaftliche Buchgesellschaft, Darmstadt 2002, ISBN 3-534-15585-8.
- Caesar und Pompeius (= Geschichte kompakt). Wissenschaftliche Buchgesellschaft, Darmstadt 2004, ISBN 3-534-16490-3.
- Außenpolitik, Bünde und Reichsbildung in der Antike (= Enzyklopädie der griechisch-römischen Antike. Band 7). Oldenbourg, München 2008, ISBN 978-3-486-58401-1.
- Herodes. König im Heiligen Land. Eine Biographie. Beck, München 2012, ISBN 978-3-406-63738-4.